# Cecidipta
Cecidipta is een geslacht van snuitmotten (Pyralidae).
De wetenschappelijke naam van het geslacht is voor het eerst geldig gepubliceerd door Cárlos Berg in 1877. Hij beschreef Cecidipta excoecariae uit Argentinië en Brazilië als eerste soort.

## Soorten
Dit geslacht komt voor in Zuid-Amerika.
- Cecidipta cecidiptoides Schaus, 1925
- Cecidipta excoecariae Berg, 1877
- Cecidipta major (Amsel, 1956)
- Cecidipta teffealis (Schaus, 1922)